# Pteronymia dentei
Pteronymia dentei är en fjärilsart som beskrevs av D'almeida och Mielke 1967. Pteronymia dentei ingår i släktet Pteronymia och familjen praktfjärilar. Inga underarter finns listade.